# چشم زمین
چشم زمین (نام علمی: Gymnarrhena) نام یک سرده از تیره کاسنیان است.